# Proctorville
Proctorville – wieś w Stanach Zjednoczonych, w stanie Ohio, w hrabstwie Lawrence.